# Pattensen
Pattensen ist eine Kleinstadt in der Region Hannover südlich der Stadt Hannover in Niedersachsen. Sie hat etwa 15.000 Einwohner und ist landwirtschaftlich geprägt. Viele der Bewohner sind Pendler in den Wirtschaftsraum Hannover.

## Geografie
Pattensen grenzt im Uhrzeigersinn, beginnend im Südwesten, an Springe, Hemmingen und Laatzen, alle in der Region Hannover, sowie an Sarstedt und Nordstemmen aus dem Landkreis Hildesheim. Der Ort liegt in der historischen Landschaft des Calenberger Landes und innerhalb der Calenberger Lössbörde mit fruchtbaren Ackerböden.
Jeder Stadtteil hat seine eigene Ortslage. Zwischen den jeweils einige hundert bis etwa viertausend Meter voneinander entfernten Ortslagen liegen landwirtschaftlich genutzte Flächen. Ein Teil der zwischen Pattensen-Mitte und dem etwa vier Kilometer südsüdöstlich benachbarten Jeinsen liegenden Fläche gehört zur Gemarkung Sarstedt.
Im Osten Pattensens fließt die Leine mit dem Naturschutzgebiet Leineaue zwischen Hannover und Ruthe und den Landschaftsschutzgebieten Obere Leine und Calenberger Leinetal. Ganz im Süden liegt auf etwa einem Quadratkilometer Fläche eine bewaldete Erhebung mit dem Marienberg, dem Schulenberger Berg und dem Maßberg, sowie dem Adenser Berg auf Nordstemmer Gebiet. Einige weitere Waldstücke (Jeinser Holz und Oerier Wald) liegen im Südwesten bei Oerie.

### Stadtgliederung
Zu Pattensen gehören die Ortsteile Hüpede, Jeinsen, Koldingen, Oerie, Pattensen-Mitte, Reden, Schulenburg und Vardegötzen und die weiteren Ortslagen Thiedenwiese und Lauenstadt. Hüpede und Oerie bilden ortsrechtlich die Ortschaft Hüpede-Oerie und haben somit einen gemeinsamen Ortsrat.

## Geschichte

### Mittelalter
Die ersten Anzeichen für menschliche Besiedlung in der Umgebung von Pattensen reichen bis in die Mittlere Altsteinzeit zurück. Vermutlich haben sich jedoch erst zwischen dem 6. und 8. Jahrhundert Menschen im Gebiet der heutigen Altstadt niedergelassen. Im 9. Jahrhundert wurde in Pattensen bereits eine Urpfarrei gegründet.
Erstmals urkundlich erwähnt wurde Pattensen im Jahr 986 in den Traditiones Corbeienses, den Schenkungsregister des Klosters Corvey. In diesem Register wurde mehrfach der Ortsname Pathi im Marstemgau erwähnt. Der Zeitpunkt konnte im Abgleich mit dem Mönchsverzeichnis und der Amtszeit des Abtes Thietmarus (983–1001) mit ziemlicher Sicherheit festgelegt werden. Der Name Pathi (auch Pathihus oder Pathihusen), aus dem später Pattensen wurde, lässt sich vermutlich auf das germanische Wort „Path“ zurückführen, welches sich als „Sumpf“ oder „morastiges Land“ übersetzen lässt und sich auf die Lage Pattensens am Sumpf in der Schille-Niederung beziehen könnte.
Die Ansiedlung Pattensens lässt sich durch die Lage an der Kreuzung zweier bedeutender mittelalterlicher Handelswege erklären. Einer führte in Nord-Süd-Richtung parallel zur Leine (heutige B3) vermutlich durch Pattensen, da es hier eine Querungsmöglichkeit über den ausgedehnten Sumpf gab (um die heutigen Bruchwiesen). In West-Ost-Richtung führte zudem der Hellweg vor dem Santforde durch den Ort oder nahe daran vorbei. Ein Rastplatz an dieser Stelle ist wahrscheinlich.

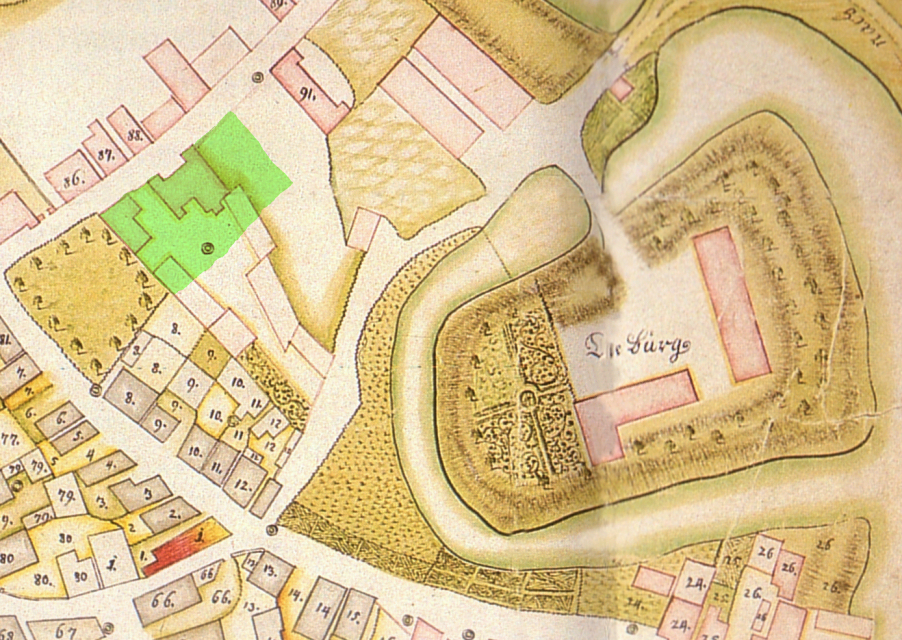
Ortsplan von 1733 mit der Burg

Im 13. Jahrhundert gehörte das Go Pattensen zur Grafschaft Hallermund, was sich unter anderem durch den Fund der Hallermunder Münze belegen lässt, ein zwischen 1210 und 1220 in der Münzstätte in Pattensen geprägter Brakteat mit Verweis auf den Prägeort Pattensen und den Münzherrn Ludolf II. von Hallermund. Anfang des 13. Jahrhunderts erbauten die Grafen von Hallermund auf einer hügelartigen Erhebung die Burg Pattensen zur Überwachung der Handelswege. Im näheren Umfeld der Burg entstanden acht Burgmannshöfe, darunter der spätere Weidemannsche Hof. Sie dienten der Versorgung der Burgbewohner mit Nahrungsmitteln aus der Landwirtschaft, Gebrauchsgütern und Mannschaften (Burgmannen). Die Höfe wurden hufeisenförmig um die Burg angelegt und ließen Platz für das bereits bestehende Dorf und die zwischen 1150 und 1180 erbaute Kirche (St. Lucas). Vermutlich ebenfalls in der ersten Hälfte des 13. Jahrhunderts verlieh Ludolf II. von Hallermund als zuständiger Territorialherr Pattensen auch die ersten Stadtrechte.

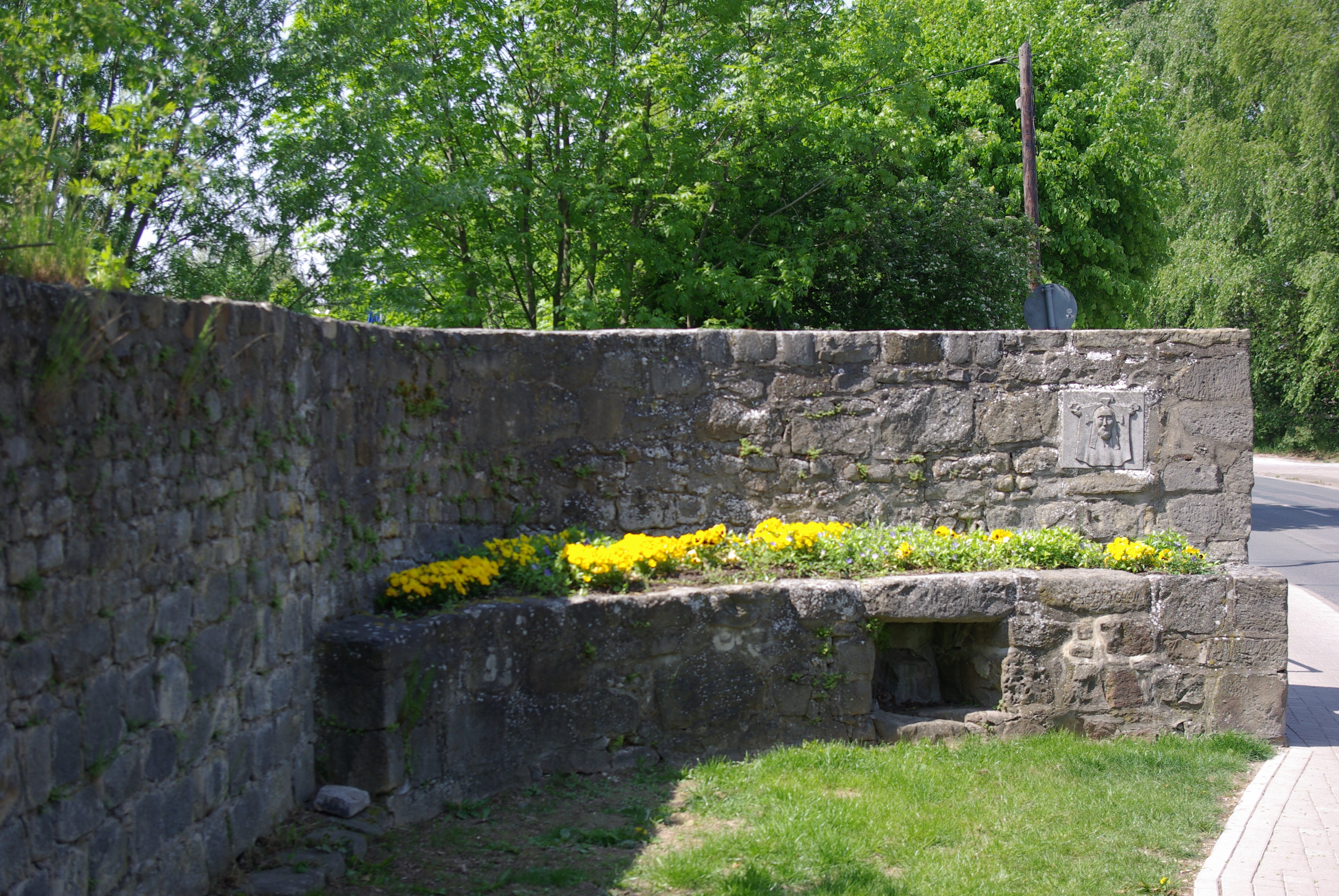
Reste der Stadtmauer am Ende der Dammstraße

Gegen Mitte des 13. Jahrhunderts erlangten die Welfen die Macht über das Go Pattensen, das somit zum Fürstentum Lüneburg als Teil des Herzogtums Braunschweig-Lüneburg gehörte. Mit der Lage an der Grenze zwischen Lüneburger und Braunschweiger Gebiet sowie an der Grenze der Bistümer Minden und Hildesheim kam Pattensen eine militärstrategische Bedeutung zu und wurde daher in der Folge stark befestigt. Die Stadt wurde Richtung Westen bis in den Sumpf hinein erweitert, auch um eine bedeutende Anzahl Truppen unterzubringen. Für die Erweiterung wurde der Hüpeder Bach umgeleitet und ein zweites Stadttor (Dammtor) errichtet. Richtung Hiddestorf wurde ein Bohlendamm (heutige Dammstraße) durch den Sumpf angelegt, an dem Weg wurden neue Bauernstellen eingerichtet. Durch diese Erweiterung, die bis in das 14. Jahrhundert andauerte, entstanden in der Stadt zwei Markgenossenschaften, die Steintorgemeinde (östlich der Kirche) und die Dammtorgemeinde (westlich der Kirche). Zu jeder Gemeinde gehörten vor den jeweiligen Toren gelegene Feldstücke, über die die Gemeinden selbstständig entschieden.
Im heutigen Pattenser Ortsteil Koldingen wurde im 13. oder 14. Jahrhundert die Burg Koldingen als Wasserburg zur Überwachung des Leineübergangs erbaut. 1292 errichtete Otto der Strenge in Schulenburg die Burg Calenberg, von der das Umland seinen Namen hat. Die Feste wurde gegen die Bischöfe von Hildesheim errichtet und diente später lange Zeit als Residenz und Verwaltungssitz der welfischen Herzöge.
Im 1370 ausgebrochenen Lüneburger Erbfolgekrieg wurde Pattensen am 25. Juli 1373 durch Herzog Albrecht „im Sturm“ erobert. Nach Kriegsende stellten Heinrich und Bernhard am 3. Februar 1390 eine Priveligienbestätigung an die Stadt Pattensen aus. 1429 plünderte Otto, der Sohn Bernhards das Calenberger Land, das mittlerweile zum Fürstentum Braunschweig-Wolfenbüttel gehörte und verschanzte sich in Pattensen, das zum Fürstentum Lüneburg gehörte. Der Wolfenbütteler Herzog Wilhelm eroberte daraufhin Pattensen, welches damit zum Wolfenbütteler Teil des Herzogtums überging. Die siegreichen Wilhelm und Heinrich gestatteten Pattensen als Entschädigung für die entstandenen Schäden eine sechsjährige Steuerfreiheit. Nach weiteren kriegerischen Auseinandersetzungen wurde das Wolfenbütteler Fürstentum 1432 aufgeteilt, das Calenberger Land ging als Fürstentum Calenberg an Wilhelm und 1433 wurde schließlich durch Zahlung von 2500 Rheinischen Gulden auch die Zugehörigkeit Pattensens zum Calenberger Teil des Herzogtums geregelt.

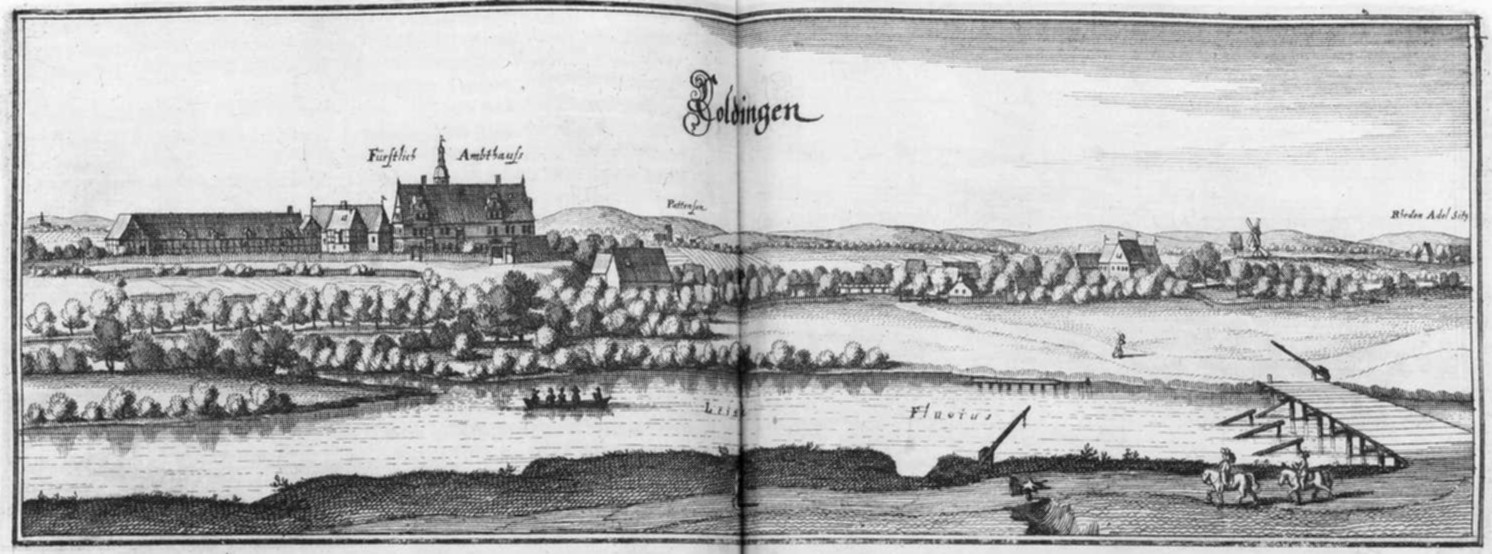
Schloss und Burg Koldingen (1654/1658), Pattensen im Hintergrund

Im Laufe der Hildesheimer Stiftsfehde kamen die Hildesheimer Truppen am 6. Mai 1519 nach Pattensen, nahmen die Stadt kampflos ein und plünderten. Nach dem Abbruch der darauffolgenden vierwöchigen Belagerung der Festung Calenberg wurde Pattensen, das als Quartier gedient hatte, nahezu vollständig niedergebrannt, nur zwei Häuser überstanden das Feuer. Auch das Schloss Koldingen und die Burg Koldingen wurde zerstört. Am 2. Oktober 1522 und am 21. April 1523 führten weitere Vergeltungsschläge der Hildesheimer zu erneuten verheerenden Bränden und Zerstörungen in Pattensen. Eine im Jahr 1526 erstellte Schadensberechnung wies für Pattensen einen Schaden von 40.000 Gulden aus (der Schaden für Hannover wurde zum Vergleich auf 55.000 Gulden taxiert). Der Wiederaufbau dauerte Jahrzehnte.

### Neuzeit

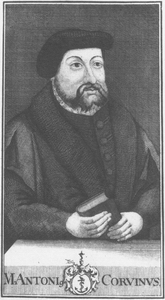
Superintendent Antonius Corvinus

Pattensen war bereits seit dem 13. Jahrhundert Sitz eines Archidiakonats und erreichte seinen religiösen Höhepunkt zur Zeit der Reformation, nachdem Antonius Corvinus ab 1542 als Landessuperintendent hier seinen Amtssitz hatte. Zum Archidiakonat gehörten zu der Zeit sogar die drei hannoverschen Altstadtkirchen (St. Georg, Aegidienkirche, Kreuzkirche). Die erste große Kirchensynode des Landes fand im Juli 1544 in Pattensen statt. Während dieser Zeit galt Pattensen auch als wichtiger Versammlungsort vieler Landtage und beherbergte Bischöfe und Herzöge. Auch das 1527 gegründete Hannoversche Hofgericht wurde nach Pattensen verlegt und bestand bis 1587. Als auf Betreiben des Herzogs Erich II. die Gegenreformation Einzug erhielt und der Herzog 1549 versuchte, das Augsburger Interim des Kaisers umzusetzen, stellte sich Corvinus dagegen, woraufhin der Herzog ihn und den Pattenser Pfarrer Walter Höker gefangen nahm und drei Jahre lang auf der Feste Calenberg einkerkerte.
Ebenfalls Herzog Erich war es, der die Hexenprozesse in der Stadt Eldagsen und die Hexenverfolgung in Neustadt am Rübenberge vorantrieb, bei denen von 1568 bis 1574 auch Frauen aus Pattensen vor Gericht gestellt wurden, darunter Annecke Rotschroeder, Annecke Voss und Margarethe Knigge.

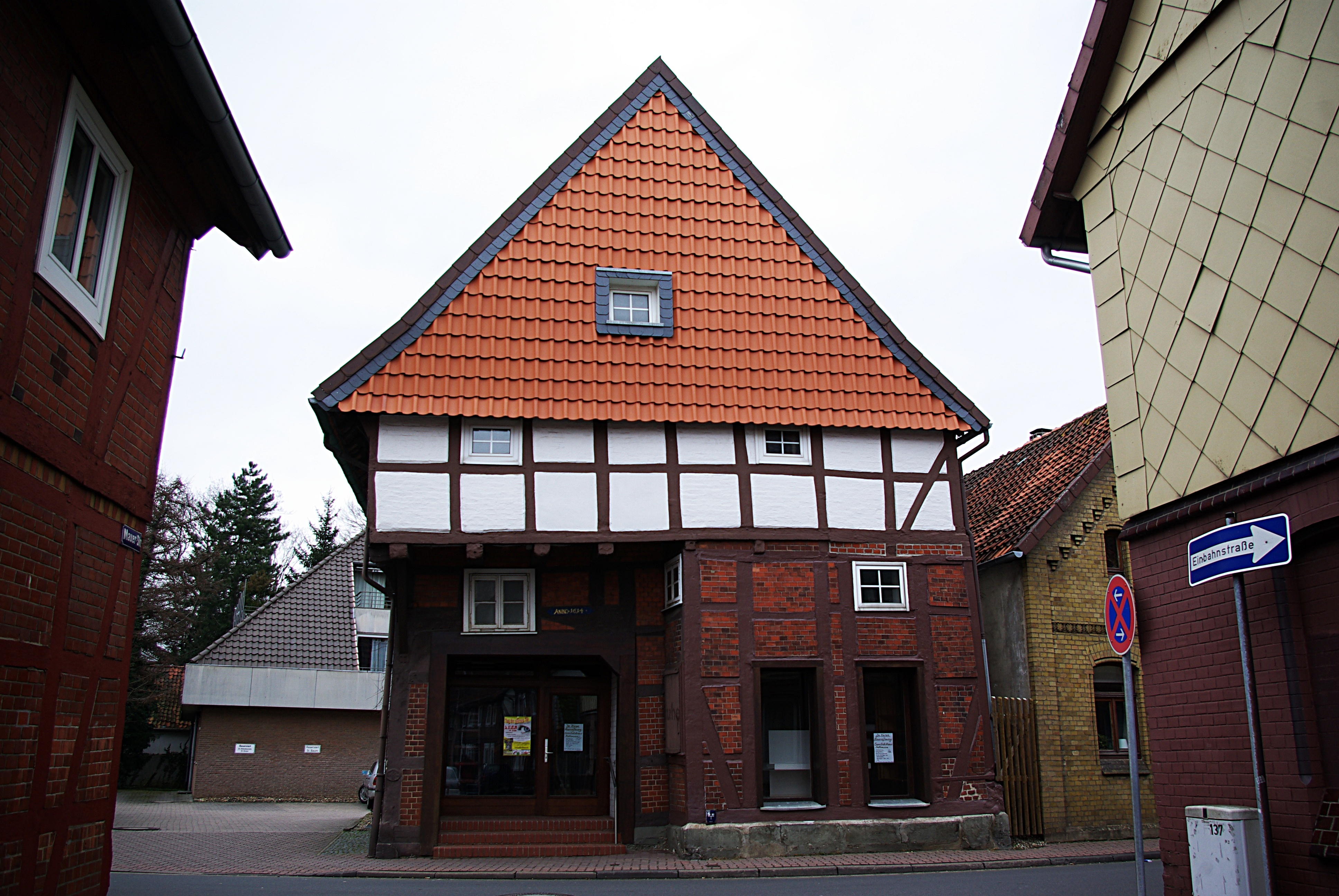
Wietersches Haus (Baujahr 1614)

Verheerend waren die Zerstörungen des Dreißigjährigen Krieges, während dessen das Calenberger Land mehrfach geplündert wurde. Ab 1625 hielten immer wieder Truppen mit zum Teil mehreren tausend Mann Quartier in Pattensen. Die Pattenser Bürger litten schwer unter den Einquartierungen und den damit verbundenen Kontributionszahlungen und Plünderungen. Hunger und Krankheiten grassierten, Häuser wurden mehrfach zerstört. Die angerichteten Schäden in der gesamten Region waren gewaltig.
1708 erließ Kurfürst Georg Ludwig ein neues Stadtreglement, das auch in Pattensen zu Änderungen führte. An die Stelle eines zehn- bis zwölfköpfigen gewählten Rates, wovon zwei Bürgermeister waren („regierend“ und „worthaltend“), trat ein vierköpfiger Rat bestehend aus einem Bürgermeister und drei Ratsherren, der auf Lebenszeit bestimmt wurde.
In Pattensen kam es zu mehreren großen Bränden. Die verheerendsten ereigneten sich 1655 und 1733. Dabei wurden über 100 Wohnhäuser, 200 beziehungsweise 144 Scheunen und Ställe zerstört. Beim letzten Brand fanden 16 Menschen den Tod. Auch das Rathaus und das Stadtarchiv wurden zerstört. Beim Wiederaufbau wurde auf Brandschutz geachtet, so wurden beispielsweise einige Straßenführungen verändert, um mehr Platz zwischen den Häusern zu ermöglichen.

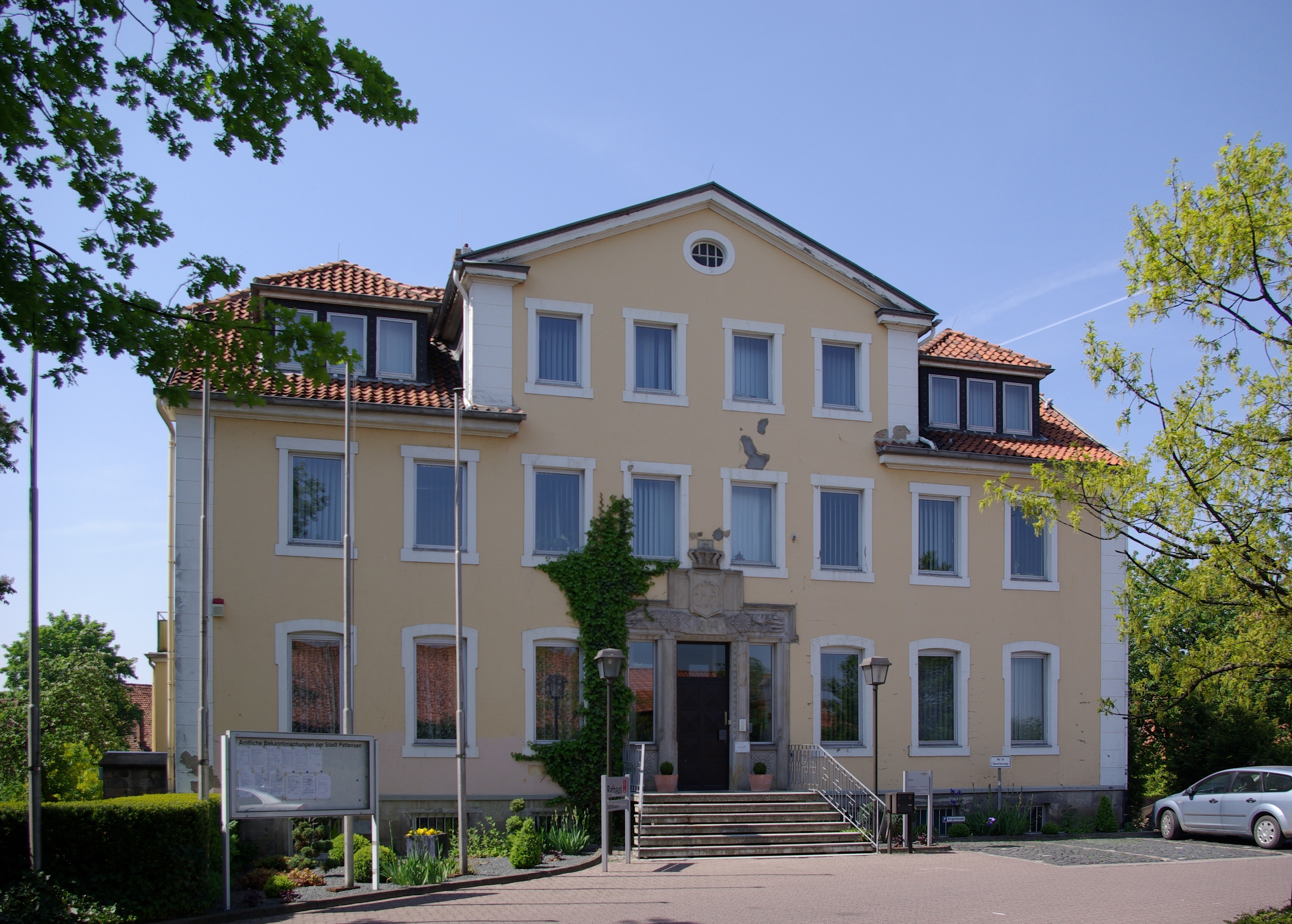
Ehemaliges Rathaus auf dem Burggelände (Baujahr 1849)

Im 18. und 19. Jahrhundert erlebte Pattensen drei weitere Besetzungen durch feindliche Truppen: 1757 im Siebenjährigen Krieg und ab 1806 durch französische Soldaten. Von 1806 bis 1813 stand die Stadt unter französischer Herrschaft und gehörte als Kantonsverwaltung zum Königreich Westphalen (Allerdepartement, Distrikt Hannover). Zudem besetzte 1866 das preußische Heer das Königreich Hannover.
Zwischen 1857 und 1866 wurde das Schloss Marienburg auf dem Schulenburger Berg im Süden des heutigen Stadtgebietes errichtet. Es diente der Ehefrau des Königs Georg V. von Hannover, Marie, als Sommerresidenz.

### Zweiter Weltkrieg bis Gegenwart
Jahrhundertelang gab es eine lebendige jüdische Gemeinde in Pattensen. Die Existenz einer Synagoge (erbaut 1908), einer jüdischen Schule und zweier jüdischer Friedhöfe zeugten davon. In der Reichspogromnacht 1938 wurden Mitglieder der Gemeinde gezwungen, ihre Synagoge in der Hofstraße zu zerstören. Mehrere Juden wurden an diesem Tag verhaftet und in das KZ Buchenwald deportiert. 1942 wurden die letzten acht jüdischen Pattenser ebenfalls deportiert.
Am Ende des Zweiten Weltkrieges griffen amerikanische Jagdbomber am Abend des 8. April 1945 Pattensen an und zerstörten etliche Häuser in der Altstadt, nachdem ein Ultimatum zur kampflosen Übergabe zuvor verstrichen war. Etwa 100 Menschen starben bei dem Angriff. Am nächsten Tag wurde Pattensen kampflos eingenommen, da die Wehrmacht Pattensen geräumt hatte.
Mit der Ausbeutung der großen Eisenerzvorkommen im Gebiet von Salzgitter wurden 1939 zahlreiche Bauern, die in diesem Gebiet lebten, im großen Stil umgesiedelt. 27 Umsiedler (Salzgitter-Bauern) zogen daraufhin auf neuerrichtete Höfe in Pattensen (Bauernsiedlung), die das Stadtbild stark prägten. Erst mit den mehrstufigen Stadterweiterungen nach 1945 wurden die Höfe mehr und mehr ins Stadtbild integriert. Nach dem Zweiten Weltkrieg waren zeitweise über 30 Prozent der Einwohner Pattensens Heimatvertriebene aus den ehemaligen deutschen Ostgebieten. Für die Katholiken unter ihnen wurde 1953 die Kirche St. Maria gebaut.
Am 1. März 1974 wurden die Gemeinden Hüpede, Jeinsen, Koldingen, Oerie, Reden, Schulenburg (Leine) und Vardegötzen eingegliedert.

## Politik

### Bürgermeister

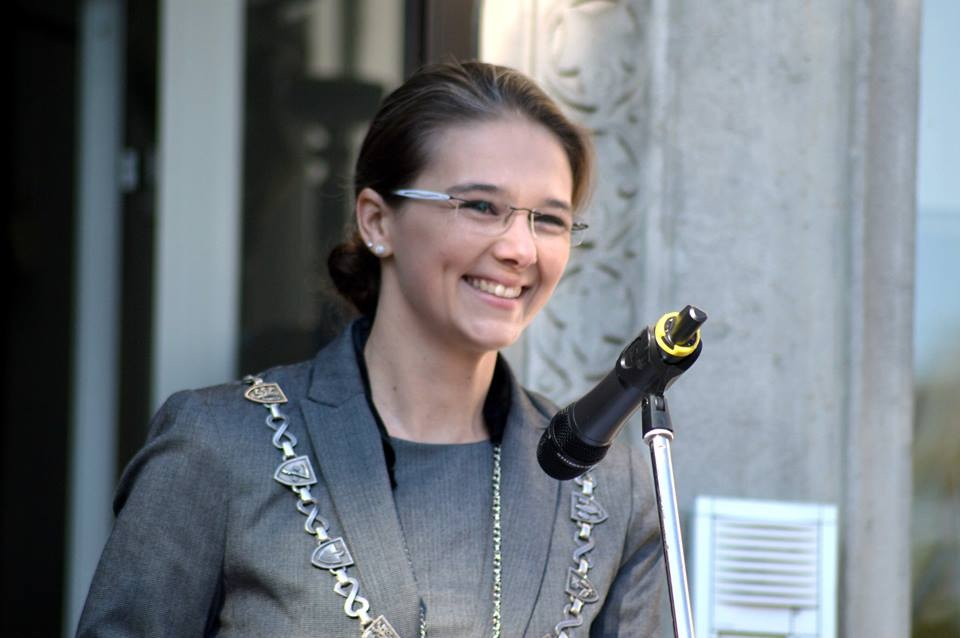
Ramona Schumann mit Amtskette (2015)

Bürgermeisterin der Stadt Pattensen ist Ramona Schumann (SPD). Sie wurde 2014 in der Stichwahl mit 67,4 Prozent der Stimmen gewählt. 2021 wurde sie mit 55,3 Prozent wiedergewählt.
Ihre Stellvertreter sind Matthias Friedrichs (SPD), Martin Jausch und Roman Dobberstein (beide CDU). Dobberstein ist bei der Kommunalwahl 2021 Schumanns einziger Herausforderer gewesen. Bündnis 90/Die Grünen unterstützten die erneute Kandidatur von Schumann.

#### Liste ehemaliger Bürgermeister (unvollständig)
- 1873–1891: Friedrich Daniel
- 1960–1972: August Bötger
- 1972–1974: Gerhard Kruse
- 1974–1983: August Bötger
- 1983–1991: Horst Morawitzky
- 1991–1996: Henning Hilliger
- 1996–2014: Günther Griebe
- Seit 2014: Ramona Schumann

### Stadtrat
Der Rat der Stadt Pattensen besteht aus 30 Ratsmitgliedern. Zusätzlich gehört dem Rat die Bürgermeisterin an. Die Ratsvorsitzende ist Astrid Schunder (CDU).
Die Sitze verteilen sich seit der Kommunalwahl 2021 folgendermaßen auf die einzelnen Parteien oder Listen:
- CDU: 10
- SPD: 9
- Grüne: 3
- FDP: 1
- AfD: 1
- UWG: 3
- UWJ: 2
- FW: 1

| Parteien und Wählergemeinschaften | Parteien und Wählergemeinschaften                                 | 2021    | 2021  | 2016    | 2016  | 2011    | 2011  | 2006    | 2006  |
|                                   |                                                                   | Stimmen | Sitze | Stimmen | Sitze | Stimmen | Sitze | Stimmen | Sitze |
| --------------------------------- | ----------------------------------------------------------------- | ------- | ----- | ------- | ----- | ------- | ----- | ------- | ----- |
| CDU                               | Christlich Demokratische Union Deutschlands                       | 34,29   | 10    | 40,3    | 12    | 36,6    | 11    | 40,8    | 12    |
| SPD                               | Sozialdemokratische Partei Deutschlands                           | 28,89   | 9     | 30,6    | 9     | 32,6    | 10    | 42,5    | 13    |
| Grüne                             | Bündnis 90/Die Grünen                                             | 11,26   | 3     | 8,5     | 3     | 10,6    | 3     | 3,8     | 1     |
| FDP                               | Freie Demokratische Partei                                        | 4,08    | 1     | -       | -     | 1,3     | 0     | 4,0     | 1     |
| AfD                               | Alternative für Deutschland                                       | 3,90    | 1     | -       | -     | -       | -     | -       | -     |
| UWJ                               | Unabhängige Wählergemeinschaft Jeinsen, Vardegötzen, Thiedenwiese | 5,99    | 2     | 6,9     | 2     | 5,8     | 2     | 5,0     | 2     |
| UWG                               | Unabhängige Wählergemeinschaft Schulenburg, Calenberg             | 8,22    | 3     | 5,3     | 2     | 5,8     | 2     | 4,0     | 1     |
| FREIE                             | Freie Wähler Pattensen                                            | 3,37    | 1     | 8,3     | 2     | 2,3     | 1     | -       | -     |
| BfB                               | Bündnis für Bürger                                                | -       | -     | -       | -     | 3,6     | 1     | -       | -     |
| RRP                               | Rentnerinnen-und-Rentner-Partei                                   | -       | -     | -       | -     | 1,4     | 0     | -       | -     |
| Gesamt                            | Gesamt                                                            |         | 30    |         | 30    |         | 30    |         | 30    |

1. 1 2  Im Juli 2020 traten drei Ratsmitglieder aus der CDU aus und schlossen sich der UWG an, wodurch diese auf fünf Sitze im Rat kam, wobei sich die Sitze der CDU von 12 auf 9 reduzierten.

Dem Rat der Stadt Pattensen gehören derzeit durch den Wiedereinzug der FDP nach zehn Jahren und dem ersten Einzug der AfD Vertreter von insgesamt acht Parteien und Wählergruppen an, wodurch die Mehrheitsfindung oftmals herausfordernd ist. Es wird zumeist mit wechselnden Mehrheiten gearbeitet. Ein formelles Mehrheitsbündnis existiert nicht.
Der ehemalige Fraktionsvorsitzende der SPD-Fraktion, Andreas Ohlendorf, erklärte am 22. September 2022 während der Ratssitzung mit sofortiger Wirkung seinen Rücktritt. Für Ohlendorf rückte der Schulenburger Thorsten Krüger nach.  Am 16. November 2022 verstarb Ratsmitglied Margret Zieseniß (CDU). Für sie rückte Eckardt Ihssen nach. Damit sind von den 30 Mitgliedern des Stadtrates nun noch neun, zuvor zehn, Frauen.

### Ortsräte
Die Stadtteile werden durch regulär insgesamt 33 Ratsmitglieder in fünf Ortsräten vertreten, die sich seit 2021 wie folgt zusammensetzen:
|                 | CDU | SPD | Grüne | FW | UWG* | UWJ** | Summe |
| --------------- | --- | --- | ----- | -- | ---- | ----- | ----- |
| Hüpede-Oerie    | 2   | 2   | -     | 1  | -    | -     | 5     |
| Jeinsen         | 1   | -   | -     | -  | -    | 4     | 5     |
| Koldingen       | 3   | 1   | -     | -  | -    | -     | 4***  |
| Pattensen-Mitte | 5   | 4   | 1     | 1  | -    |       | 11    |
| Schulenburg     | -   | 1   | 1     | -  | 5    | -     | 7     |
| Summe           | 11  | 8   | 2     | 2  | 5    | 4     | 32    |

(*Unabhängige Wählergemeinschaft Schulenburg-Calenberg, **Unabhängige Wählergemeinschaft Jeinsen, Vardegötzen, Thiedenwiese, ***Die SPD gewann zwei Mandate für den Ortsrat Koldingen, stellte jedoch nur eine Kandidatin auf. Somit gibt es eine Vakanz im Ortsrat von Koldingen, welcher regulär aus fünf Mitgliedern besteht.)
Die Ortsräte wählen jeweils einen Ortsbürgermeister oder eine Ortsbürgermeisterin. Diese sind:
- Martin Jausch (CDU) für Pattensen-Mitte
- Svenja Blume (UWG) für Schulenburg
- Günter Kleuker (UWJ) für Jeinsen
- Marion Kimpioka (SPD) für Hüpede-Oerie
- Astrid Schunder (CDU) für Koldingen

Die Ortschaften Reden und Vardegötzen verfügen über weniger als 500 Einwohner und daher über keinen Ortsrat. Der Rat der Stadt Pattensen wählt jeweils einen Ortsvorsteher oder eine Ortsvorsteherin. Dies sind in der Regel Angehörige derjenigen Partei, die in der Stadtratswahl das stärkste Ergebnis im Ort errungen haben. Die Ortsvorsteherin in Reden ist Edeltraut Ruppelt-Czybulka (SPD), in Vardegötzen ist Dirk Meyer (UWJ) Ortsvorsteher.

### Städtepartnerschaften
Pattensen unterhält eine Städtepartnerschaft mit Saint-Aubin-lès-Elbeuf in der Normandie. Zudem gibt es patenschaftliche Verbindungen nach Wilkszyn-Pisarzowice/Wilxen-Schreibersdorf und Karpniki/Fischbach, beide in Schlesien in Polen.

## Religion
Pattensen ist Sitz der Superintendentur im evangelisch-lutherischen Kirchenkreis Laatzen-Springe des Sprengels Hannover. Dazu gehört in Pattensen die Stadtkirche St. Lucas am Corvinusplatz. Sie wurde um 1400 von einer dreischiffigen Basilika in eine Hallenkirche umgewandelt. Seit einem erneuten Umbau 1801/1802 ist sie nun ein großer Saalraum, nur die Umfassungswände sind von der Hallenkirche erhalten geblieben.
Die katholische Kirche St. Maria am Ostlandplatz wurde 1953 erbaut. Seit 2006 gehört die Kirche zur Pfarrgemeinde St. Augustinus in Hannover-Oberricklingen.
Eine neuapostolische Kirche befindet sich an der Straße „Lange Heese“, ihre Gemeinde gehört zum Kirchenbezirk Hannover-Südwest.

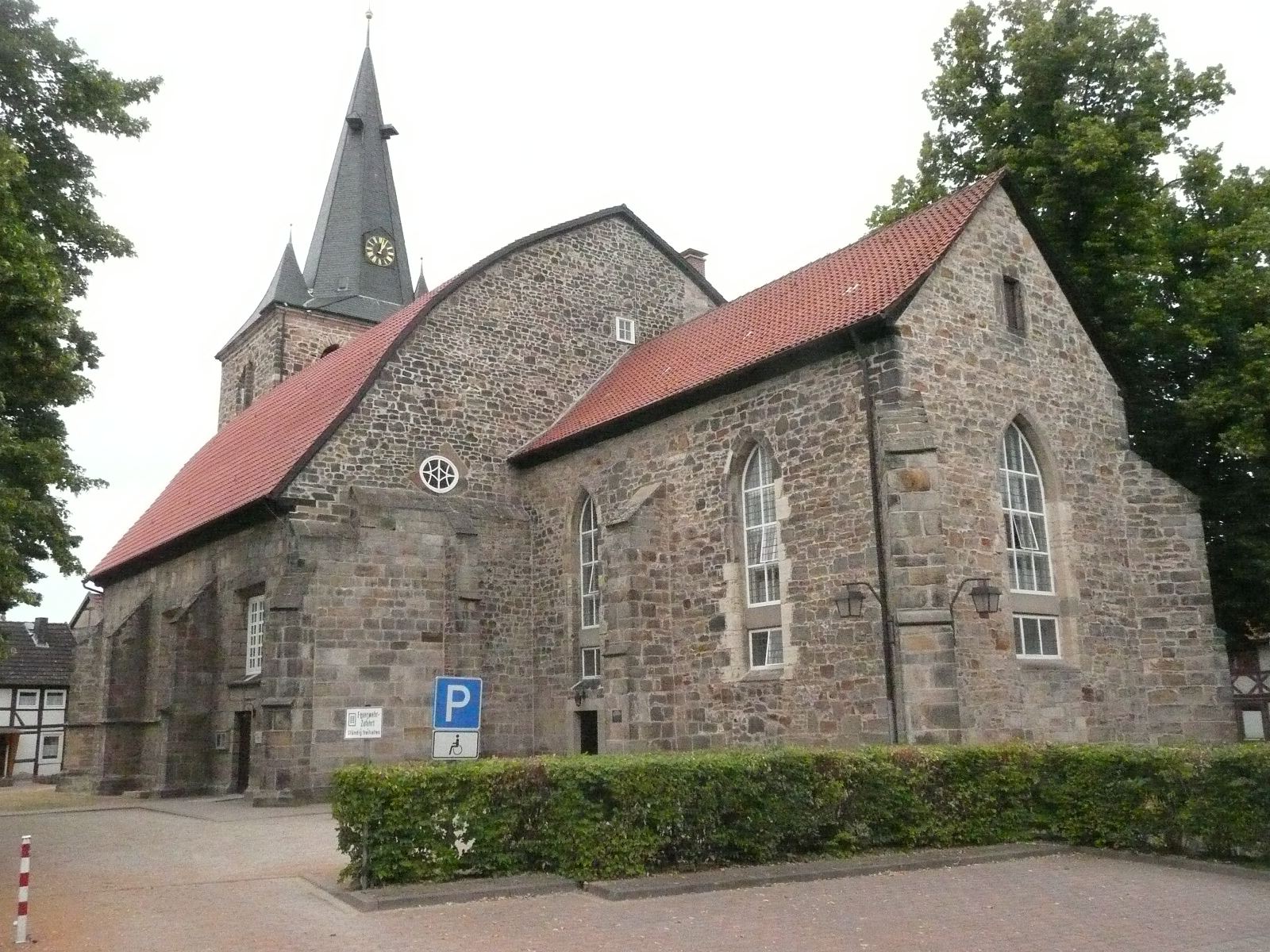
St. Lucas in Pattensen-Mitte
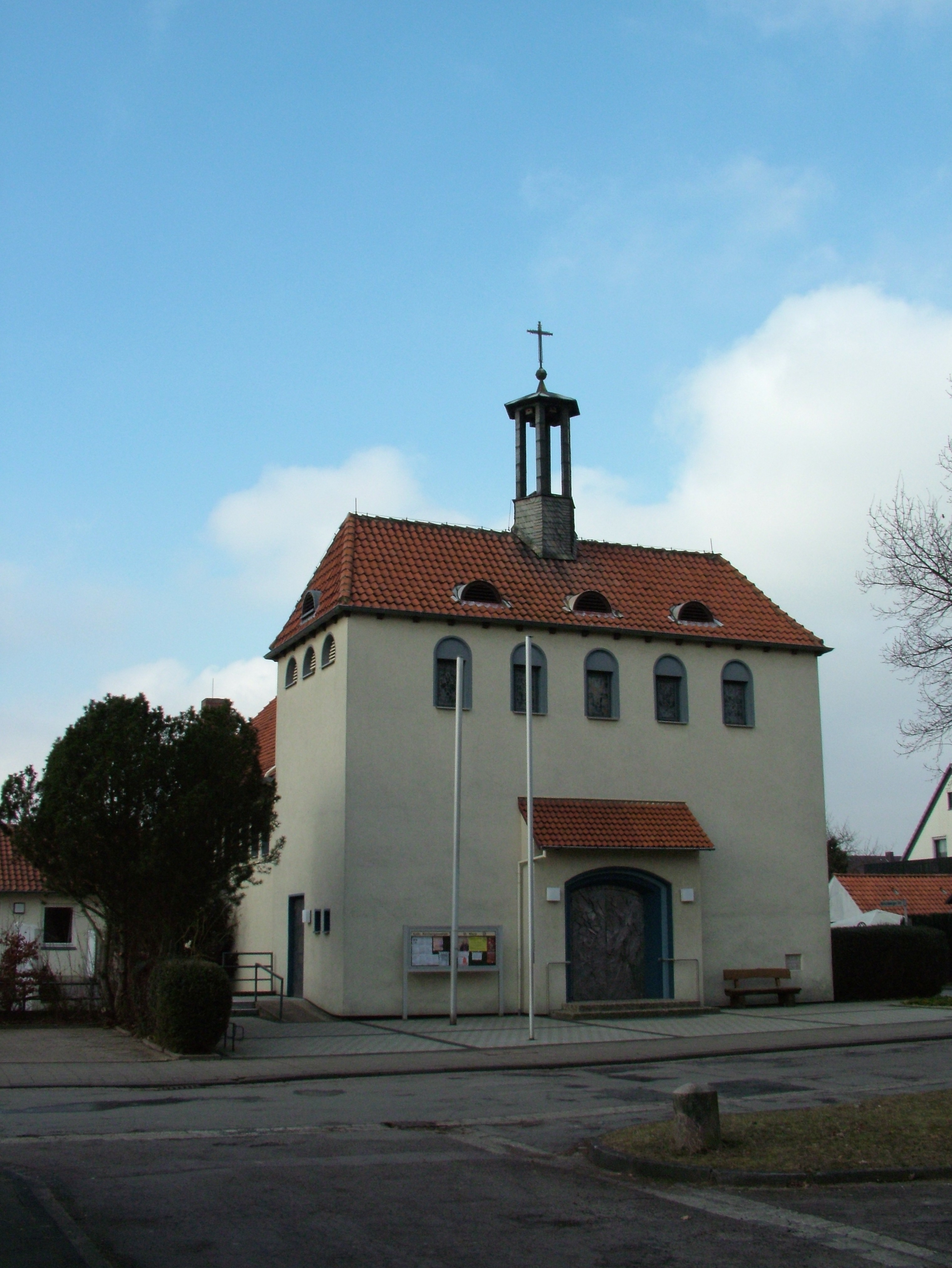
St. Maria in Pattensen-Mitte
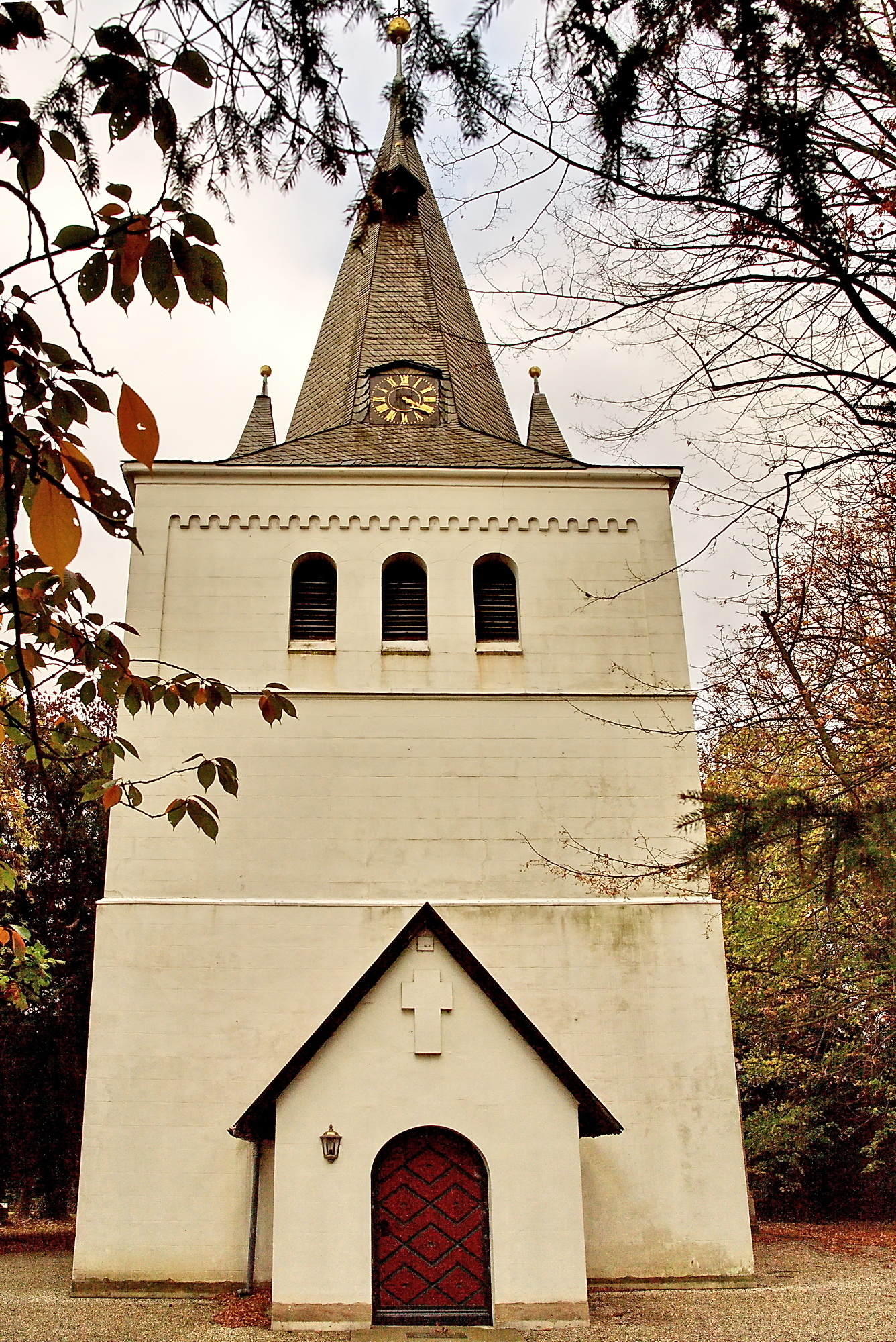
Thomas-Kirche in Schulenburg

## Kultur und Sehenswürdigkeiten

### Bauwerke

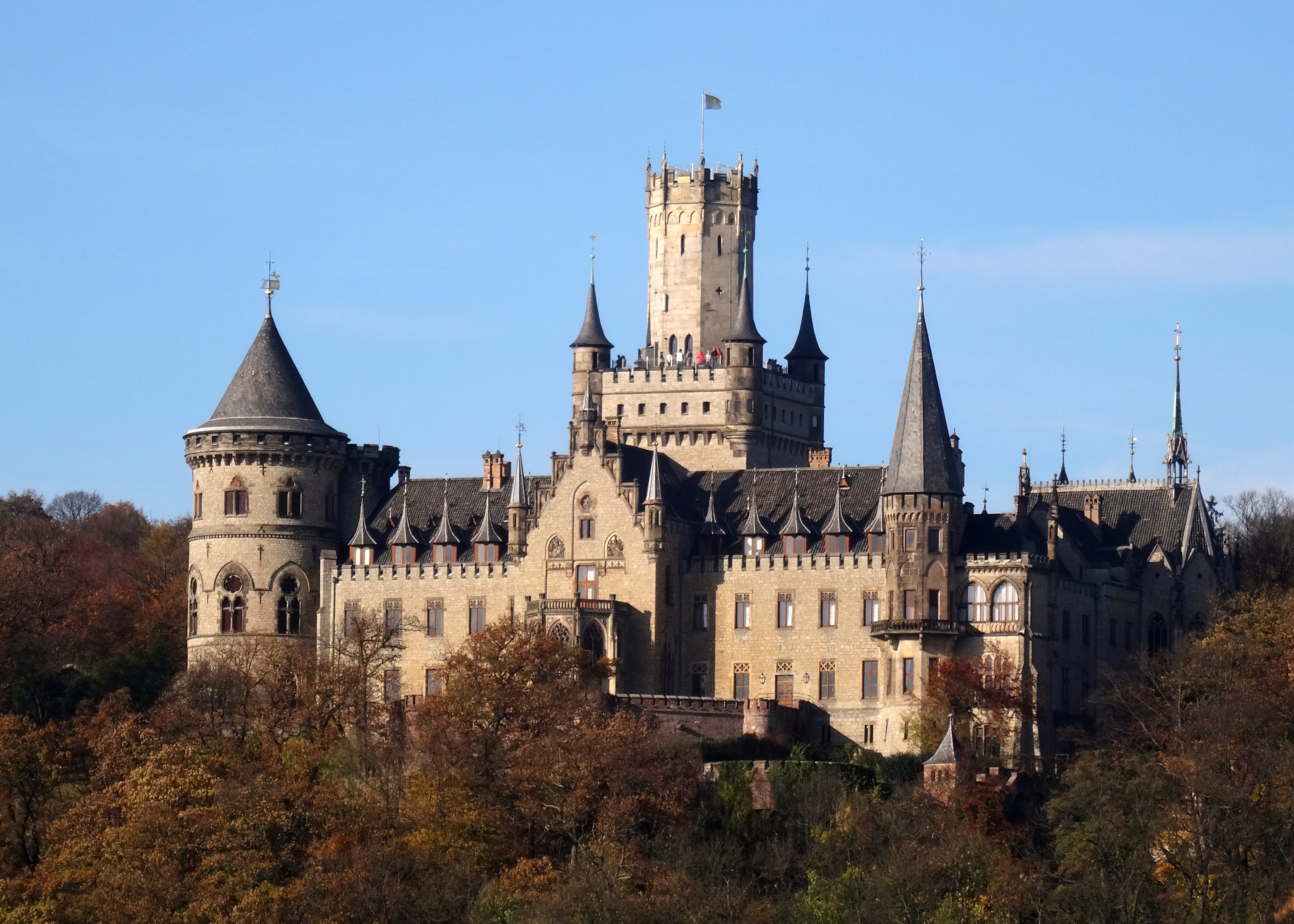
Schloss Marienburg

Zu den bekanntesten Bauwerken in Pattensen zählt das Mitte des 19. Jahrhunderts errichtete Schloss Marienburg im Ortsteil Schulenburg.
Teile der Pattenser Altstadt wurden nach dem großen Brand von 1733 einheitlich neu aufgebaut. Statt der bis dahin vorherrschenden Giebelhäuser gibt es nun bis heute vor allem zweigeschossige traufständige Fachwerkhäuser. Besonders gut erhalten sind diese in der Dammstraße, am Marktplatz und am Corvinusplatz. 1838 wurde die Alte Wache anstelle der alten Steintorwache errichtet.
Auch die Calenberger Brücke über die Leine von 1751, das Koldinger Amtshaus von 1593 und die Ruine der Feste Calenberg zählen zu Pattensens Sehenswürdigkeiten.
Im Ort unterhält die Abteilung Hannover des Niedersächsischen Landesarchivs seit 1972 ein Magazingebäude.

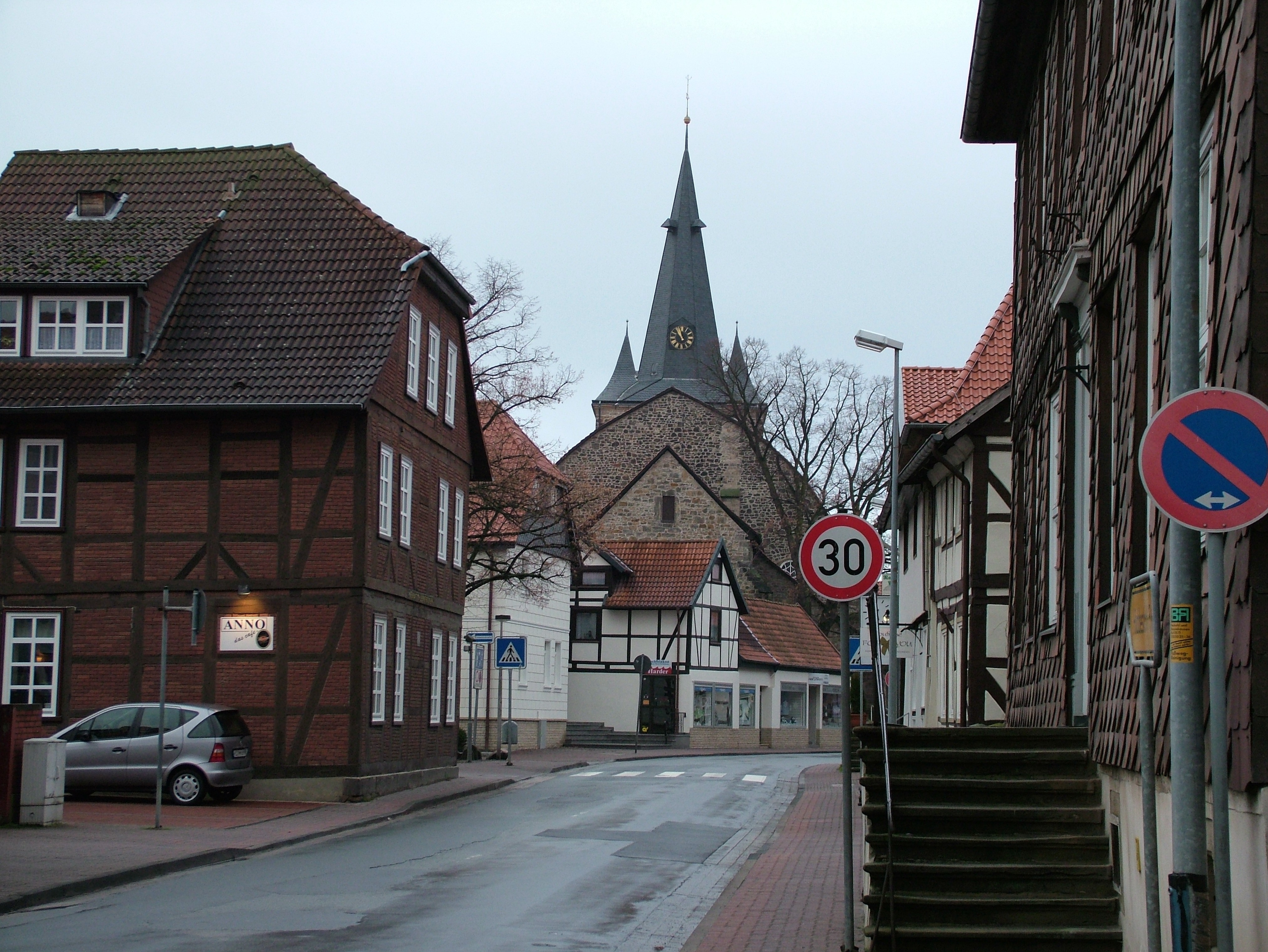
Die Dammstraße mit der evangelischen Kirche St. Lucas
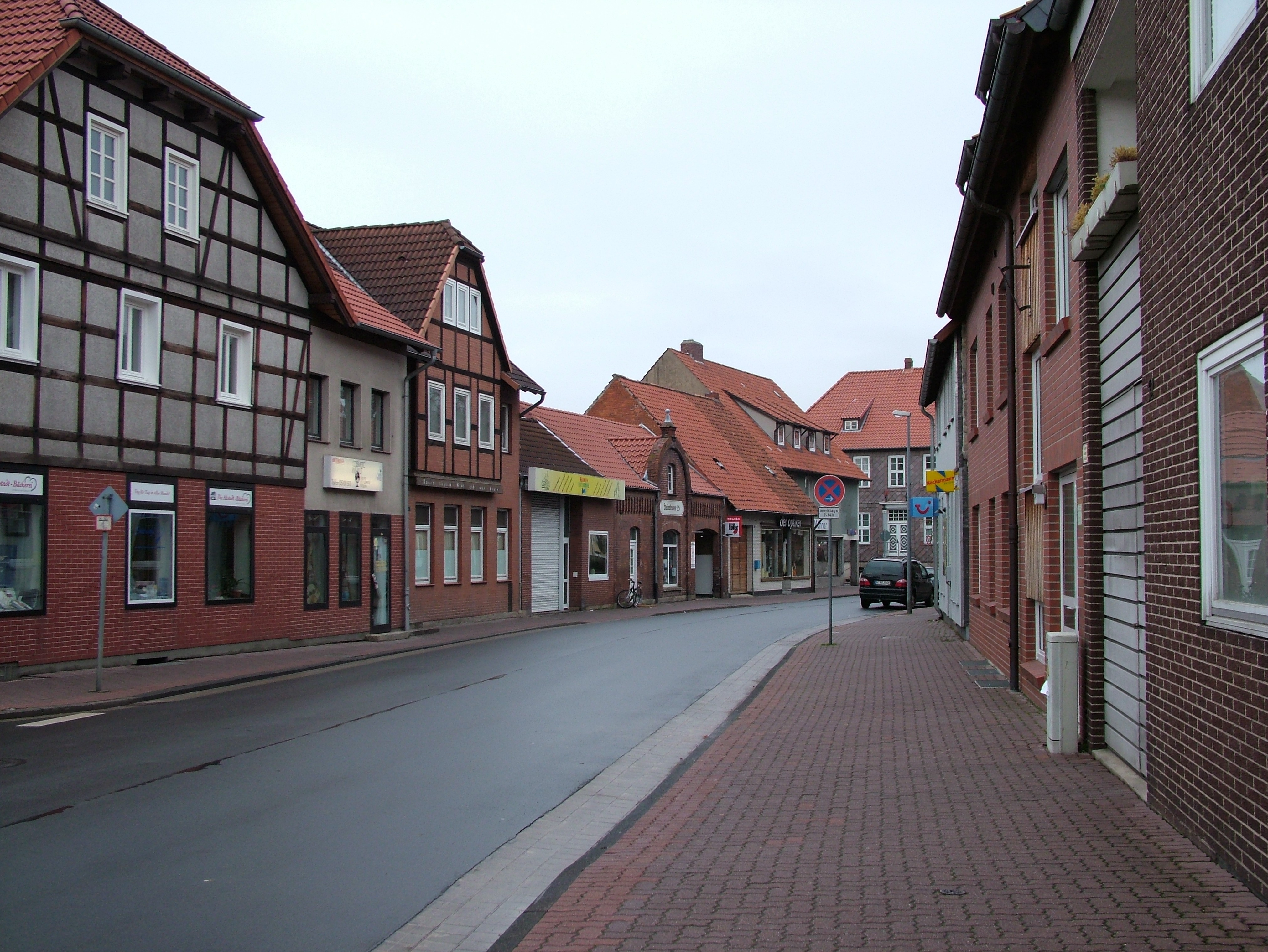
Steinstraße
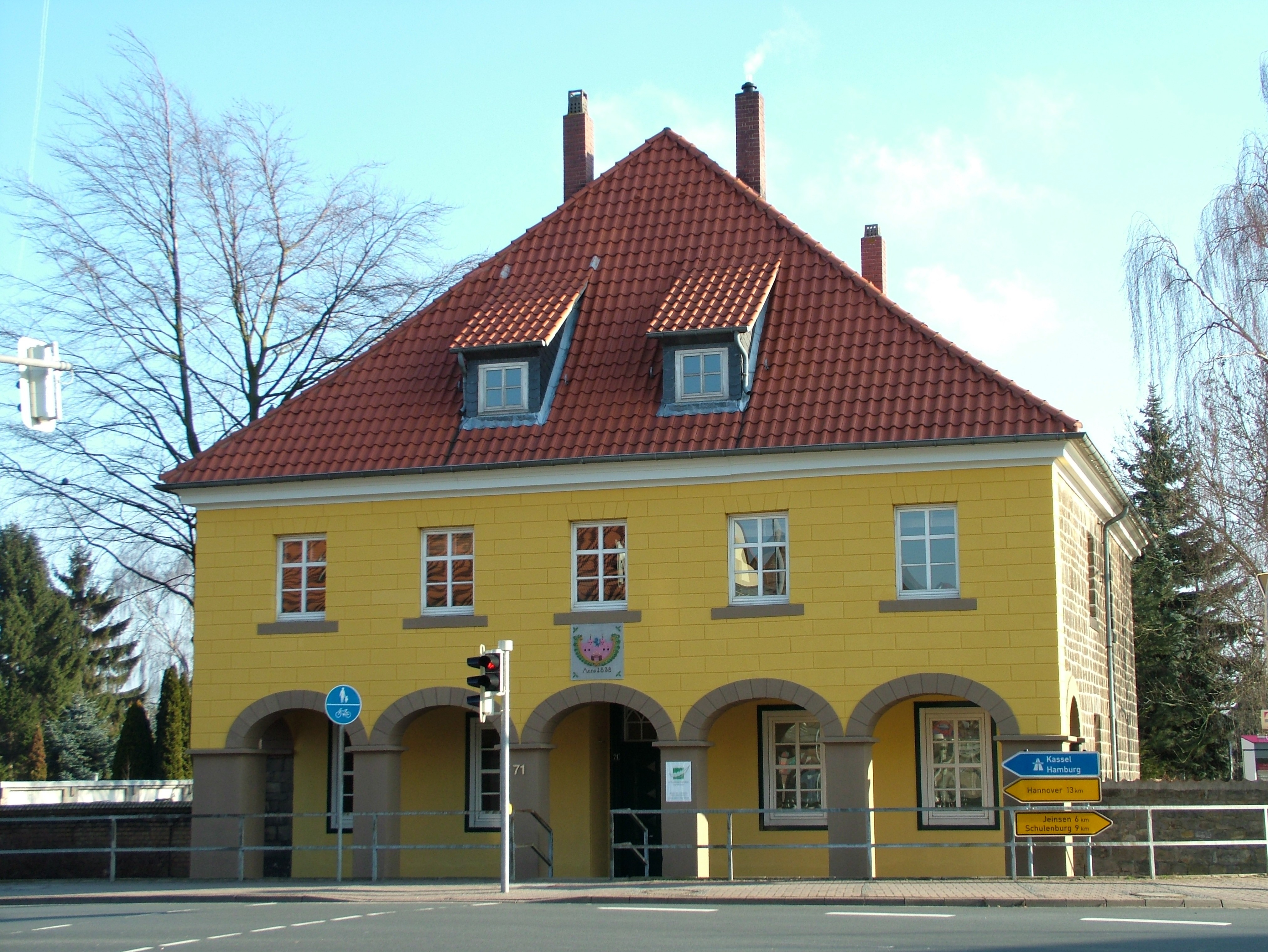
Alte Wache
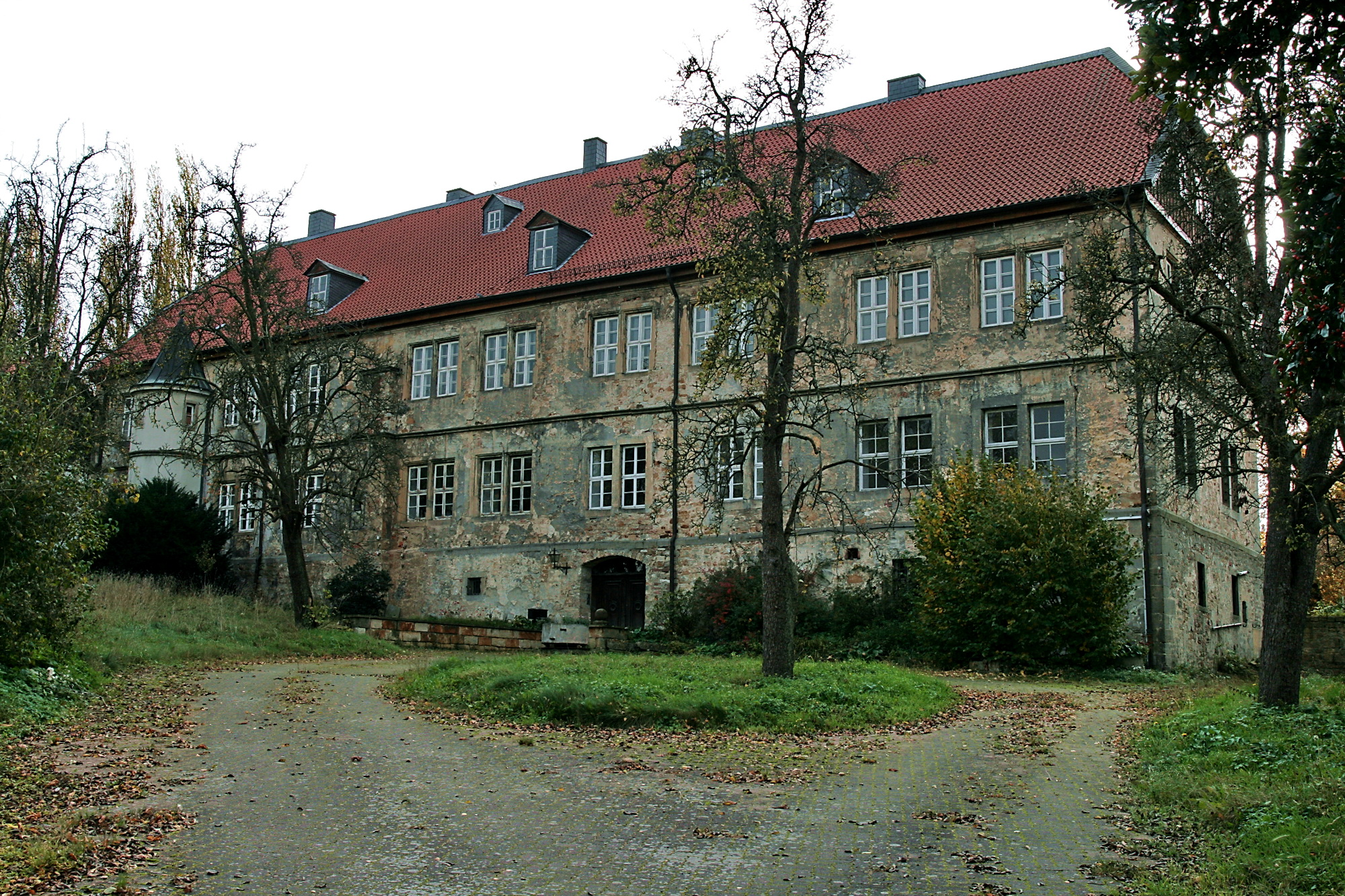
Amtshaus Koldingen
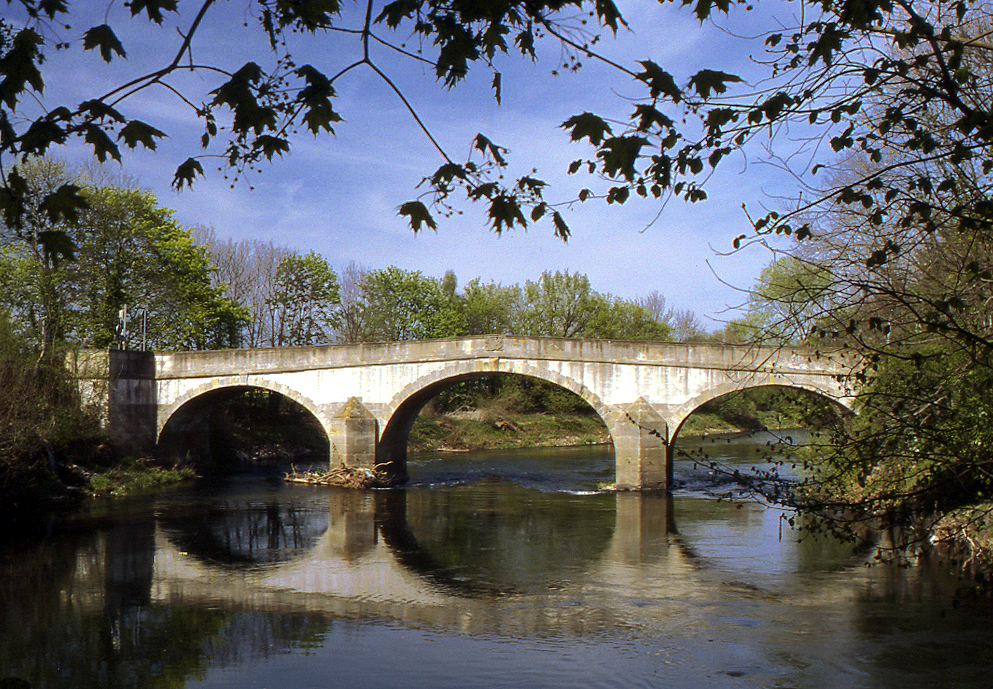
Calenberger Brücke von 1751

### Grünflächen und Naherholung
Im Rahmen der Aktion Gartenregion Hannover entstand 2008 der Fuchsbachpark in Pattensen-Mitte. Als Naherholungsgebiete stehen beispielsweise die Südliche Leineaue und die Koldinger Seen sowie der Deister zur Verfügung. Pattensen ist durch seine Lage potentiellen Überschwemmungen ausgesetzt.

### Musik
In Pattensen gibt es zahlreiche Musikvereine, beispielsweise den Musikverein Pattensen von 1890 oder die Liedertafel Pattensen (gegründet 1862). Dazu kommen die Fanfarenzüge Spielmann- & Fanfarencorps Pattensen von 1958 und Alt Calenberger Fanfarenzug Pattensen von 1980.

### Sport
In Pattensen besteht mit dem Pattenser Bad (pab) ein Hallen- und Freibad.
Der größte Sportverein der Stadt ist der TSV Pattensen. In dem 1890 gegründeten Verein werden die Sportarten Fußball, Futsal, Gymnastik, Handball, Judo, Leichtathletik, Schach, Schwimmen, Tanzen, Tischtennis, Trampolinturnen, Turnen und Yoga angeboten. Die erste Herren-Fußballmannschaft spielte in der Oberliga Niedersachsen, auch die A- und B-Junioren spielen auf Landesliga-Niveau.
Der MSC Pattensen wurde 1928 gegründet und spielt in der Motoball-Bundesliga – Gruppe Nord. Er ist fünffacher Deutscher Vizemeister (1961, 1969, 1979, 1984, 1986), dreifacher Deutscher Jugendmeister (2006, 2007, 2008) und einmaliger Deutscher Pokalsieger (1968) im Motoball.
Weitere Vereine bieten beispielsweise Sportschießen (Schießclub Pattensen von 1913), Tennis (TV Pattensen/Leine), Radsport (RSV Pattensen) oder Segeln (SCC Segel Club Calenberg) an. Weitere Vereine in den Ortsteilen sind beispielsweise TSV Schulenburg-Leine, TSV Reden, TuSpo Jeinsen oder der VfB Pattensen.

## Wirtschaft und Infrastruktur

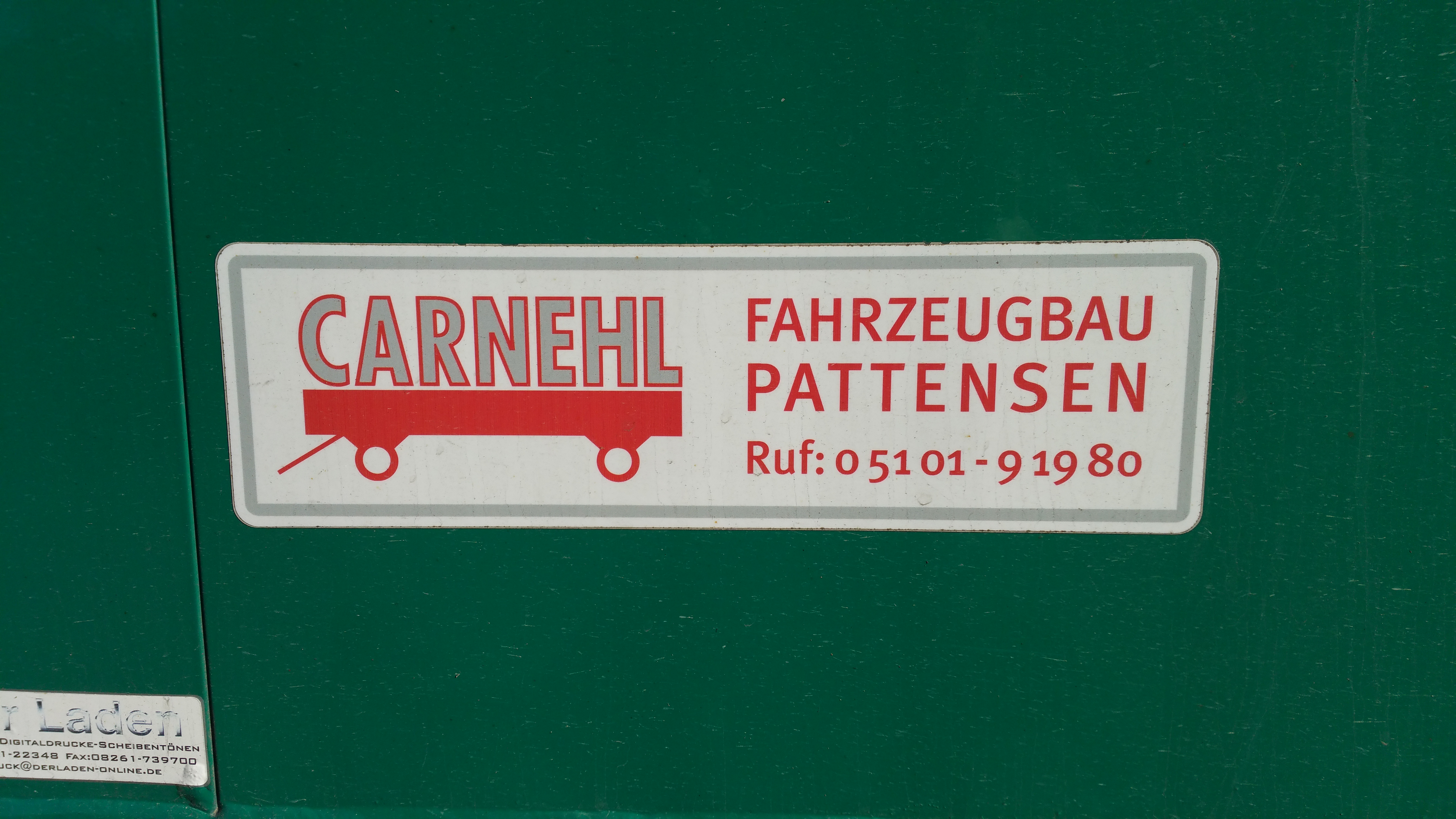
Typenschild auf einem Anhänger der Firma Carnehl

### Unternehmen
- In Pattensen ist das Briefzentrum 30 der Deutschen Post angesiedelt.
- Im Ortsteil Schulenburg betreibt die Firma J. Rettenmaier & Söhne die Niederlassung Calenberg mit einer historischen Mühle auf der sogenannten Leineinsel.
- Die vormalige Volksbank Pattensen-Ronnenberg-Lehrte mit Sitz in Pattensen fusionierte 2015 mit der Volksbank Hildesheim zur Volksbank Hildesheim-Lehrte-Pattensen.
- Carnehl Fahrzeugbau, Spezialfahrzeugbauer für Logistik
- Kagema Industrieausrüstung, Hersteller von Netzersatzanlagen und Brandschutzanlagen, Tochter der KSB SE & Co. KGaA
- Grahmann Ahrberg Hannöversche Landschlachterei, Fleischproduzent
- Media-Manufaktur, Spezialverlag für Automobile und Digitales, Herausgeber von AutomotiveIT
- Die Finanz Informatik betreibt in Pattensen das Mitte der 2010er Jahre errichtete Backup-Rechenzentrum zum Rechenzentrum in Hannover[37][38]

### Wirtschaftsstruktur
Pattensen verfügt über eine der höchsten Gastronomiedichten in der Region Hannover und über viele weitere mittelständische Unternehmen mit überregionaler Bedeutung. Trotz des Status eines Grundzentrums, verfügt Pattensen mit dem Calenberg-Center über mit Mittelzentren vergleichbare Einzelhandelsstrukturen.
Die Kaufkraft lag 2015 bei mehr als 111 Prozent des Bundesschnitts.

### Verkehr

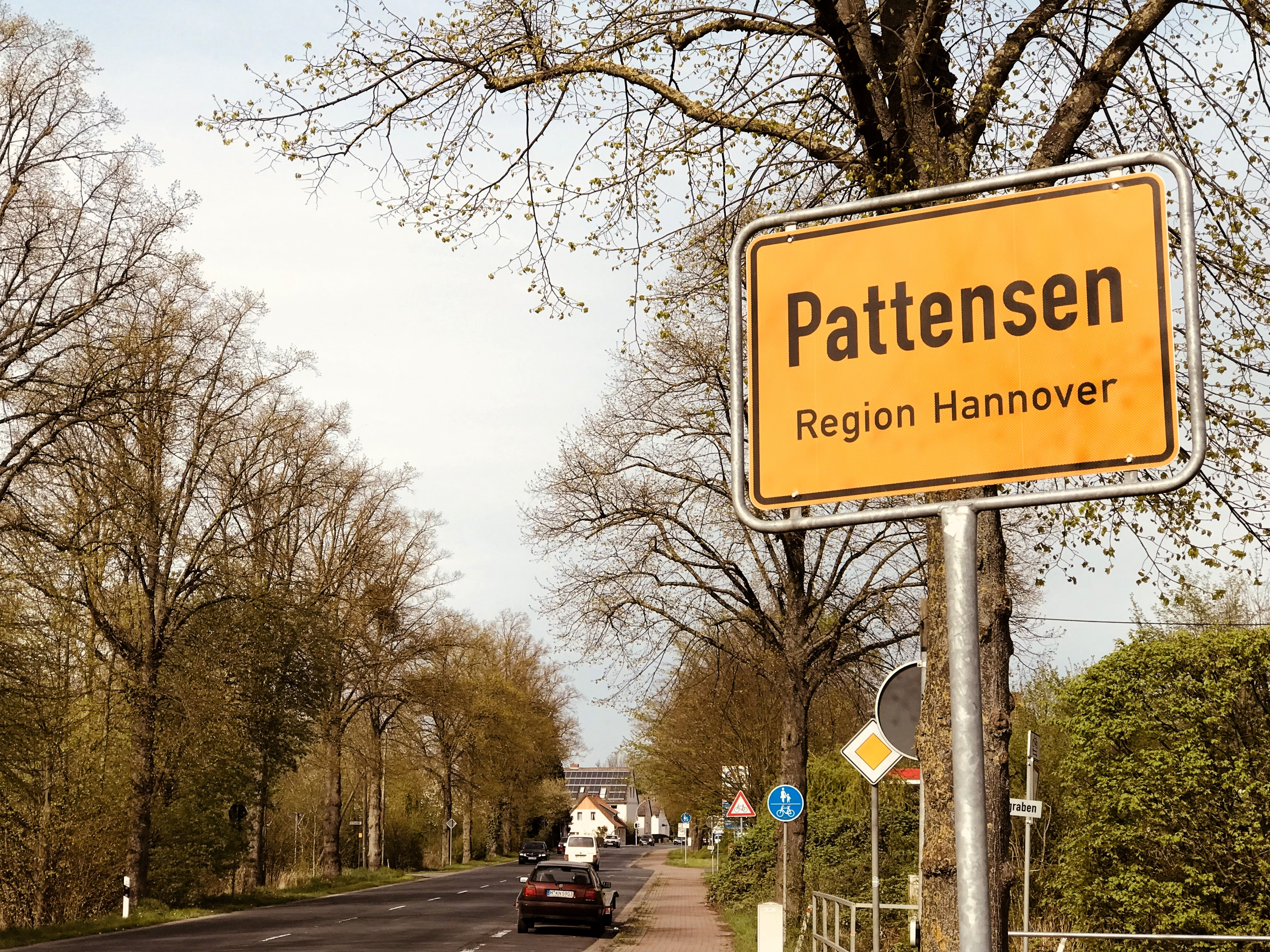
Ortseingang Göttinger Straße

Die Bundesstraße 3 führt in Nord-Süd-Richtung durch Pattensen. Von der Ortsumgehung der B3 führt die Bundesstraße 443 in den Osten der Region Hannover und bindet dort mehrere Bundesfernstraßen (A7, A2, B6, B65, B188) an.
Buslinien des Großraum-Verkehrs Hannover (GVH) bedienen in den Ortsteilen Pattensens 30 Haltestellen. Sie stellen die Binnenerschließung Pattensens sicher und bieten Fahrmöglichkeiten zu umliegenden Gemeinden und ins Zentrum Hannovers. Die RegioBus-Linie 300 verbindet Pattensen direkt mit dem ZOB Hannover und dem Hauptbahnhof Hannover. Die Linien 365 und 366 (sowie die Nachtlinie N31) bieten Anschluss nach Hemmingen sowie in die südlichen hannoverschen Stadtteile Ricklingen und Döhren. Außerdem fahren Linien nach Springe (Linien 310/320) sowie nach Laatzen und zum Messegelände Hannover (Linien 340/341). Der Stadtteil Schulenburg ist zudem mit den Linien 53 (nach Hildesheim) und 213 (Elze – Sarstedt) an das Busnetz des Regionalverkehrs Hildesheim angebunden.
Zwar fehlt aktuell Schienenverkehr in Pattensen, doch bereits in benachbarten Hemminger, Laatzener und Springer Stadtteilen und südlichen Stadtteilen Hannovers erreichen die genannten Busse verschiedene Bahnhöfe, Haltepunkte und Haltestellen mehrerer Linien der S-Bahn Hannover und der Stadtbahn Hannover sowie das Messegelände. Die Bahnstrecken der Umgebung sind so nach weitaus kürzeren Busfahrten, als der zum Hauptbahnhof Hannover, nutzbar. Der S-Bahn-Haltepunkt Rethen ist beispielsweise nur etwa zwei Kilometer von der Ortschaft Koldingen entfernt. Von 1899 bis 1959 bestand eine Straßenbahn-Verbindung nach Hannover (Linie 21).

### Bildung
Die Ernst-Reuter-Schule in Pattensen-Mitte ist eine Kooperative Gesamtschule (KGS) mit gymnasialer Oberstufe. Ebenfalls im Schulzentrum am Platz Saint Aubin besteht die Calenberger Schule, ein Förderzentrum mit den Schwerpunkten Sprache und Lernen.
Pattensen hat vier Grundschulen, jeweils eine in den Ortsteilen Pattensen-Mitte, Schulenburg, Jeinsen und Hüpede und insgesamt neun Kindertagesstätten. In der Grundschule an der Marienstraße hat auch die Stadtbücherei ihren Standort.

## Persönlichkeiten

### Ehrenbürger
- Heinrich Hoppe, seit 1956
- August Birnbaum, seit 1956
- Karl Schlemm, seit 1969
- André Gantois, seit 1977
- August Bötger, seit 1983
- René Heroux, Bürgermeister von Saint-Aubin-lès-Elbeuf (1977–1995), seit 1986
- Horst Morawitzky, Politiker (CDU) und Bürgermeister von Pattensen, seit 1991
- Jean-Pierre Blanquet, Bürgermeister von Saint-Aubin-lès-Elbeuf (1995–2009), seit 2002
- Per Mertesacker (* 1984), Fußball-Nationalspieler und Weltmeister 2014, seit 2014[40]
- Jean-Marie Masson, Bürgermeister von Saint-Aubin-lès-Elbeuf, seit 2022
- Joel Roguez, Kommunalpolitiker aus Saint-Aubin-lès-Elbeuf, seit 2022
- Gertraude Kruse (* 1939), Politikerin (SPD) aus Pattensen, seit 2025[41]

### Söhne und Töchter der Stadt
- Anton Bocatius († 1600), evangelischer Geistlicher
- Johann Lüders (1592–1633), Jurist und Hochschullehrer
- Erich Melchior Lunde (1672–1726), lutherischer Theologe und Generalsuperintendent
- Georg Christoph Dahme (1737–1803), geboren in Jeinsen, lutherischer Theologe und Generalsuperintendent
- Carl Bernhard Garve (1763–1841), geboren in Jeinsen, evangelischer Theologe und Kirchenlieddichter
- Johann Carl Ernst Büttler (1780–1866), geboren in Hüpede, Schreinermeister und Abgeordneter im gesetzgebenden Körper der Freien Stadt Frankfurt am Main
- Ludwig Hellner (1791–1862), geboren in Jeinsen, Architekt
- Georg Ludwig Comperl (1797–1859), Architekt
- Friedrich Lichthardt (1800–1858), Bildhauer
- Ernst Wullekopf (1858–1927), Privatarchitekt und Fürstlich Schaumburg-Lippischer Baurat
- Heinrich Langwost (1874–1944), Politiker und Mitglied der Deutsch-Hannoverschen Partei
- Gunna Wendt (* 1953), geboren in Jeinsen, Schriftstellerin

### Persönlichkeiten
- Ritter Heinrich Hysce, (12. Jhd.), Urahn des Adelsgeschlecht von Reden im Ortsteil Reden
- Ludolf Knigge (14. Jhd.), Ritter und Inhaber der Vogtei zu Pattensen; Urahn des Adelsgeschlecht von Knigge
- Margarethe Knigge (16. Jhd.), eine Stattliche vom Adel, Angeklagte in einem Hexenprozess
- Anton Corvinus (1542–1553), Reformator und Pfarrer in Pattensen und General-Superintendent des Fürstentums Braunschweig-Calenberg
- Albert Lüders (17. Jhd.), evangelischer Pfarrer, Superintendent und Lieddichter
- Johann Georg Conrad Oberdieck (1794–1880), evangelischer Pfarrer in Jeinsen und einer der bedeutendsten deutschen Pomologen des 19. Jahrhunderts
- Julius von Bandel (1845–1899), preußischer Amtsrat, Pächter der Domäne Calenberg
- Hans von Bandel (1882–1963), Rittmeister a. D., Pächter der Domäne bzw. des Hausguts Calenberg bis 1956
- Ernst August von Hannover (1914–1987), Oberhaupt des Hauses von Hannover, lebte mit der Familie von 1956 bis zum Tod im Hausgut Calenberg im Ortsteil Schulenburg/Leine
- Ortrud von Hannover, Ehefrau von Herzog Ernst-August von Hannover und für den Aufbau des Museums im Schloss Marienburg im Ortsteil Schulenburg verantwortlich
- Ernst August von Hannover (* 1954) derzeitiges Familienoberhaupt der Welfen
- Erbprinz Ernst August (* 1983), betreibt Schloss Marienburg
- Klaus Heuermann (* 1970), Jazzmusiker, wohnt in Pattensen
- Lutz Krajenski (* 1972), Komponist, Jazzmusiker und Pianist
- Gertraude Kruse (* 1939), Politikerin
- Annalena Baerbock (* 1980), Politikerin, wuchs hier ab 1985 auf
- Christopher Frank (* 1994), Pokerspieler
- Haftom Welday (* 1990), Marathonläufer, begann als Geflüchteter in Pattensen mit dem Laufsport